# Dikava
Dikava (cyr. Дикава) – wieś w Serbii, w okręgu pczyńskim, w gminie Surdulica. W 2011 roku liczyła 67 mieszkańców.